# Echo der Zeit

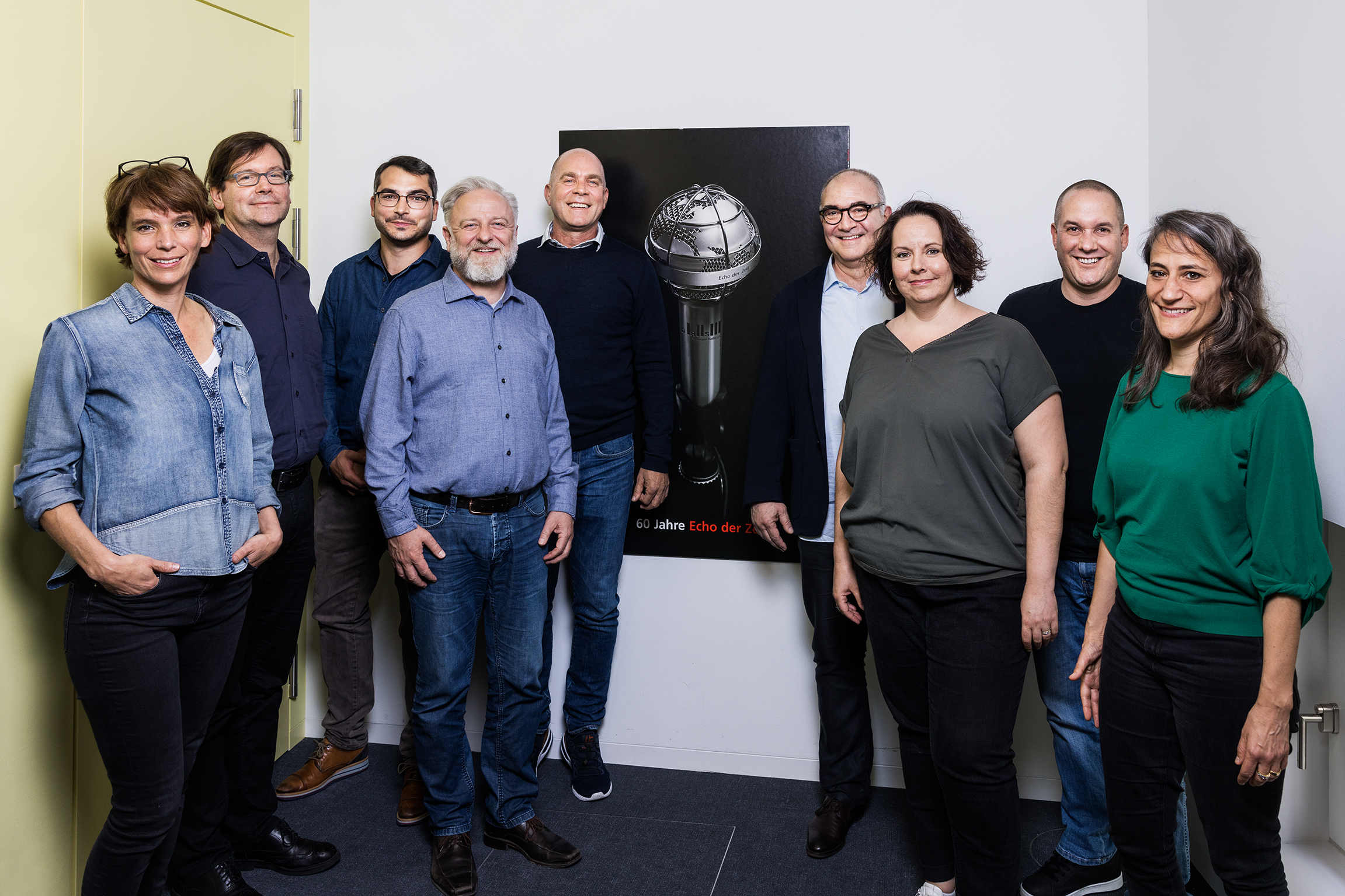
Gruppenfoto der Redaktion des Echo der Zeit (2023)

Echo der Zeit heisst eine der ältesten, täglich ausgestrahlten Radiosendungen im deutschsprachigen Raum. Sie ist die abendliche Informations- und Hintergrundsendung auf den Sendern Radio SRF 1, Radio SRF 2 Kultur, Radio SRF 4 News und der Radio SRF Musikwelle von Schweizer Radio und Fernsehen (SRF) und wird oft als Flaggschiff des Deutschschweizer Radios bezeichnet. Ein wichtiger Bestandteil der Sendung sind die Berichte der SRF-Korrespondenten.

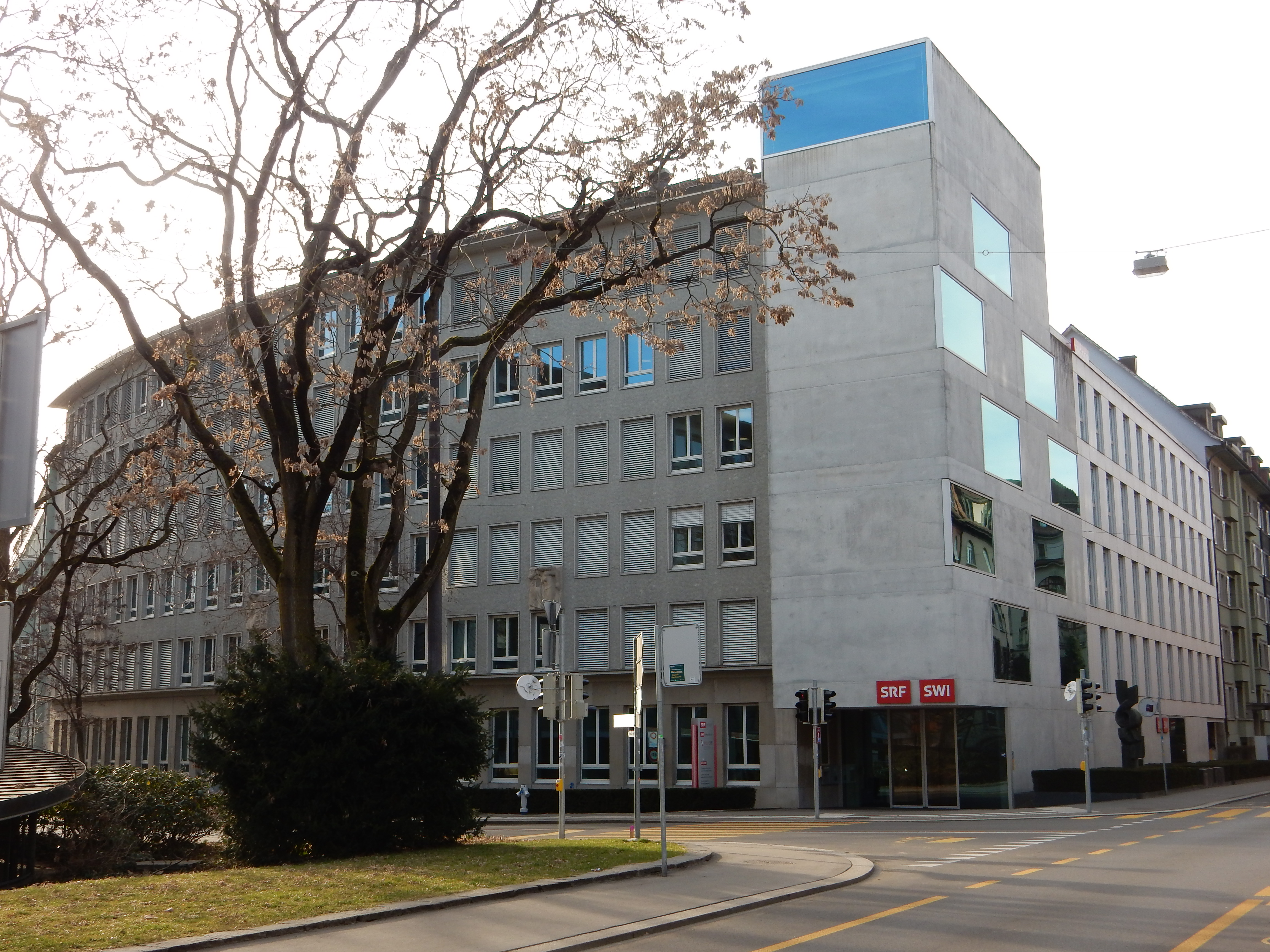
Im Radiostudio Bern wird das Echo der Zeit produziert.

## Allgemeines

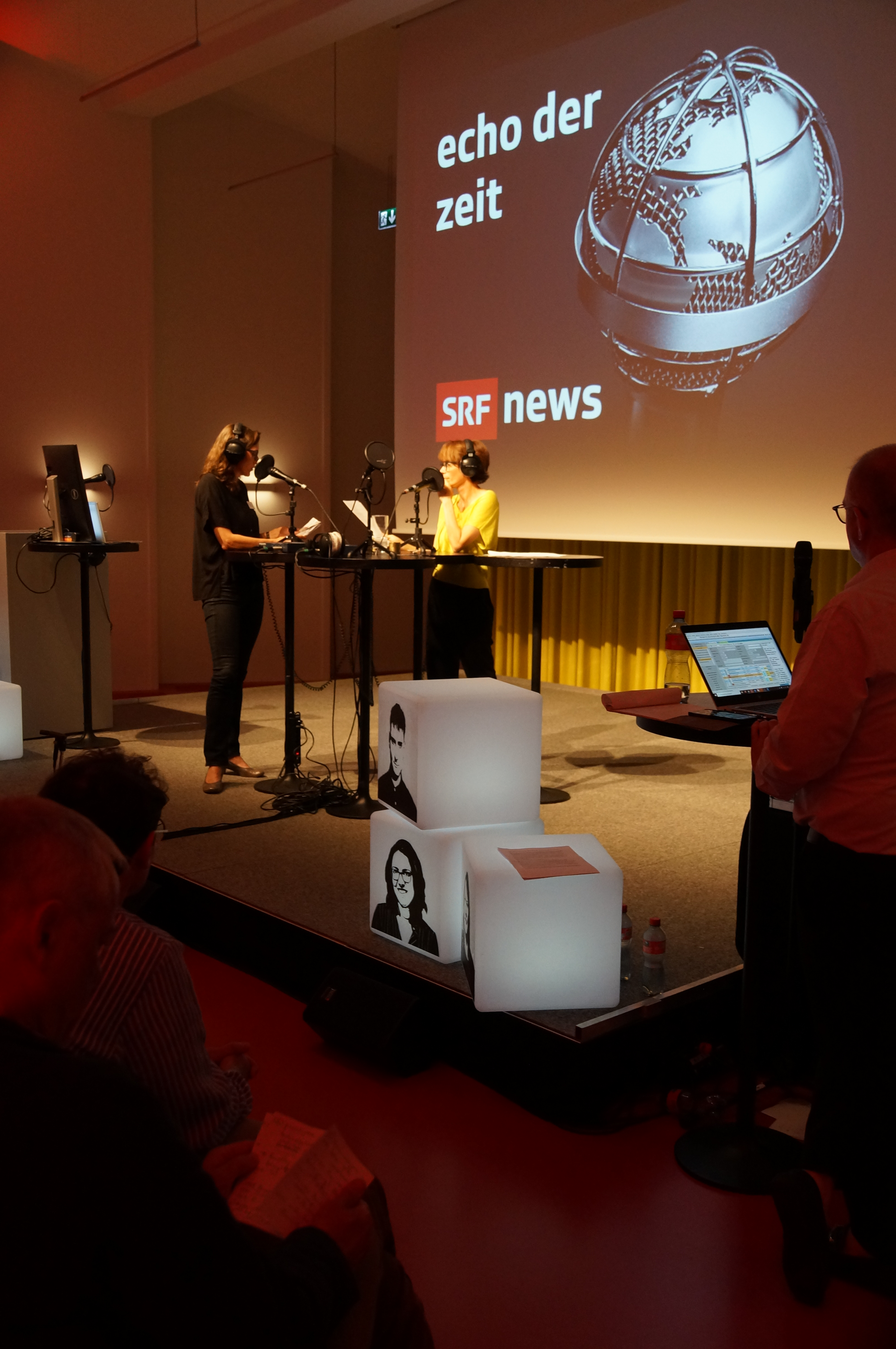
Das Echo der Zeit vor Publikum im Radiostudio Bern (2023)

Das Echo der Zeit wurde am 17. September 1945 gegründet und überlebte alle Umbenennungen von Radio Beromünster über Radio DRS bis Radio SRF. Es wird ausser an Feiertagen täglich um 18 Uhr auf Radio SRF 1, SRF 4 News und um 19 Uhr auf SRF 2, SRF 4 News und der SRF Musikwelle ausgestrahlt. Die Sendung dauert jeweils etwa 45 Minuten, am Wochenende 30 Minuten. Sie erreicht täglich rund 700'000 Hörer.
Die Sendungen von Echo der Zeit können im Internet im MP3-Format heruntergeladen oder als Podcast abonniert werden. Die Sendebeiträge kann man auch jeweils einzeln online hören.

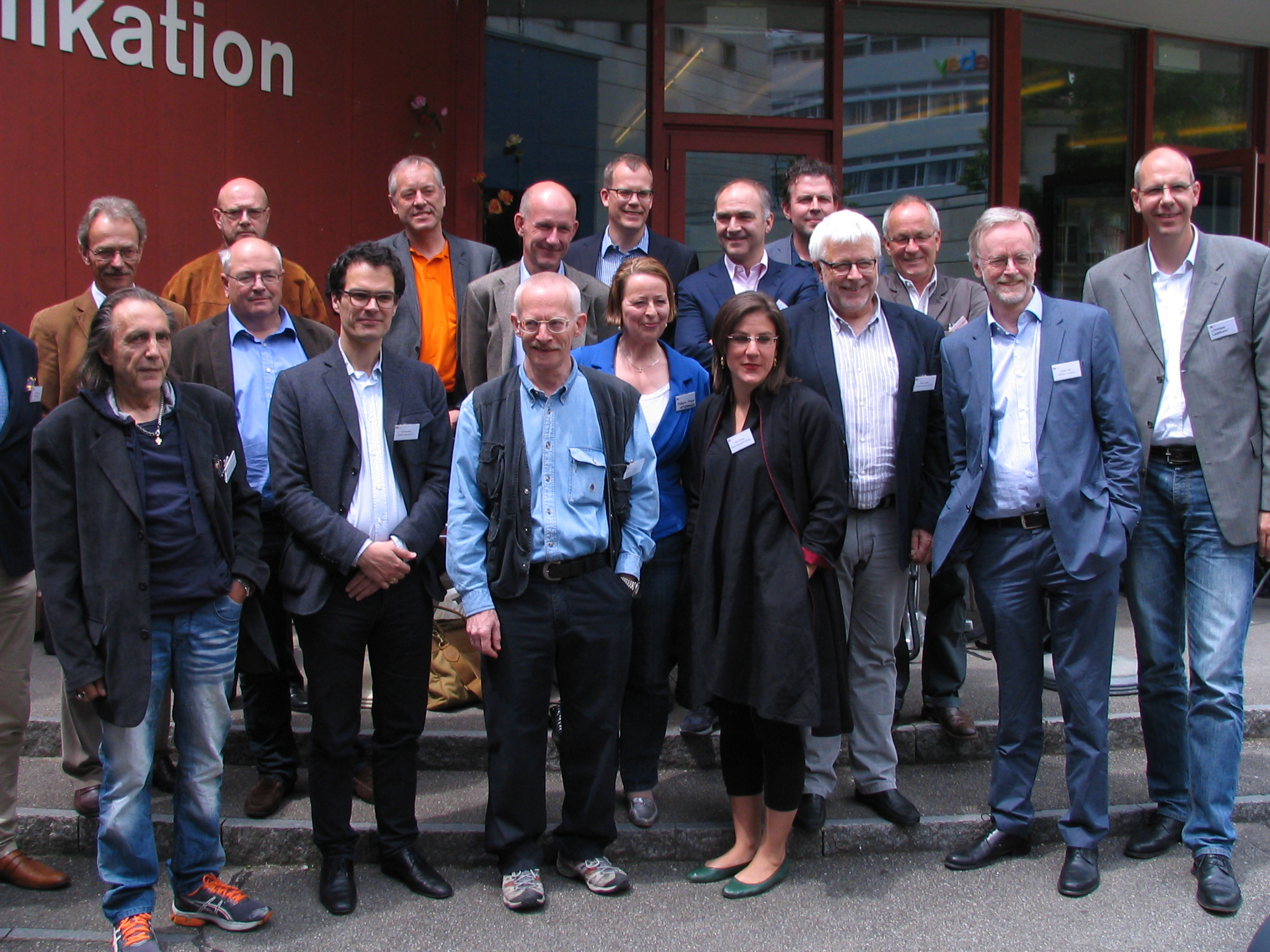
Korrespondenten-Treffen (2014)

Publizistisch hatte die Sendung seit jeher den Anspruch, über blosse Fakten und unmittelbare Aktualität hinaus mit längeren Beiträgen, Interviews und Analysen Geschehnisse nach ihrer Relevanz einzuordnen. Zu ihren bekannten Ausland-Korrespondenten der Pionierzeit zählten unter anderem Heiner Gautschy, Hans O. Staub, Theodor Haller, Alphons Matt und Annemarie Schwyter. Hans Lang prägte das Echo der Zeit von 1948 bis 1978 im Studio Bern. Casper Selg arbeitete über viele Jahre als Korrespondent (USA, D), Moderator und Redaktionsleiter für das Echo. Nach 40 Jahren Radio und TV und vielen Jahren beim Echo der Zeit ging Ursula Hürzeler 2015 in Pension, Martin Alioth war Korrespondent von 1984 bis 2020.
Anlässlich des 60. Geburtstags der Sendung bemerkte Bundesrat Moritz Leuenberger im Buch über das Echo der Zeit halb im Scherz, halb im Ernst:

«Und wenn unsere Nachkommen dereinst in den Enzyklopädien nachschauen, woher das Wort Echo kommt, werden sie lesen: ‹Echo stammt aus der berühmten schweizerischen Radiosendung Echo der Zeit und symbolisiert aufgeklärten Journalismus.›»

2016 ergab eine Untersuchung des Stiftervereins Medienqualität für das Echo der Zeit sowohl in der Dimension der Berichterstattungsqualität (wissenschaftliche Inhaltsanalyse) als auch bei der Qualitätswahrnehmung (Befragungen) die besten Ergebnisse aller untersuchten Schweizer Medien. Dieselbe Auszeichnung erhielt die Sendung auch in den Jahren 2018, 2020, 2022 und 2024.
2018 beschloss der Verwaltungsrat der SRG, die Redaktion des Echo der Zeit und weitere Teile des Radiostudios Bern Ende 2020 von Bern nach Zürich zu verlegen. Eine deutliche Mehrheit des Nationalrates sprach sich in der Sommersession 2019 dagegen aus. Nachdem die neue SRF-Direktorin Nathalie Wappler eine Reduktion der Umzugspläne bekannt gegeben hatte, lehnte der Ständerat die Vorstösse des Nationalrates ab.
2023 wurde die Redaktion des Echos der Zeit von der Branchenzeitschrift Schweizer Journalist:in zur "Redaktion des Jahres" gewählt.

## Moderatoren

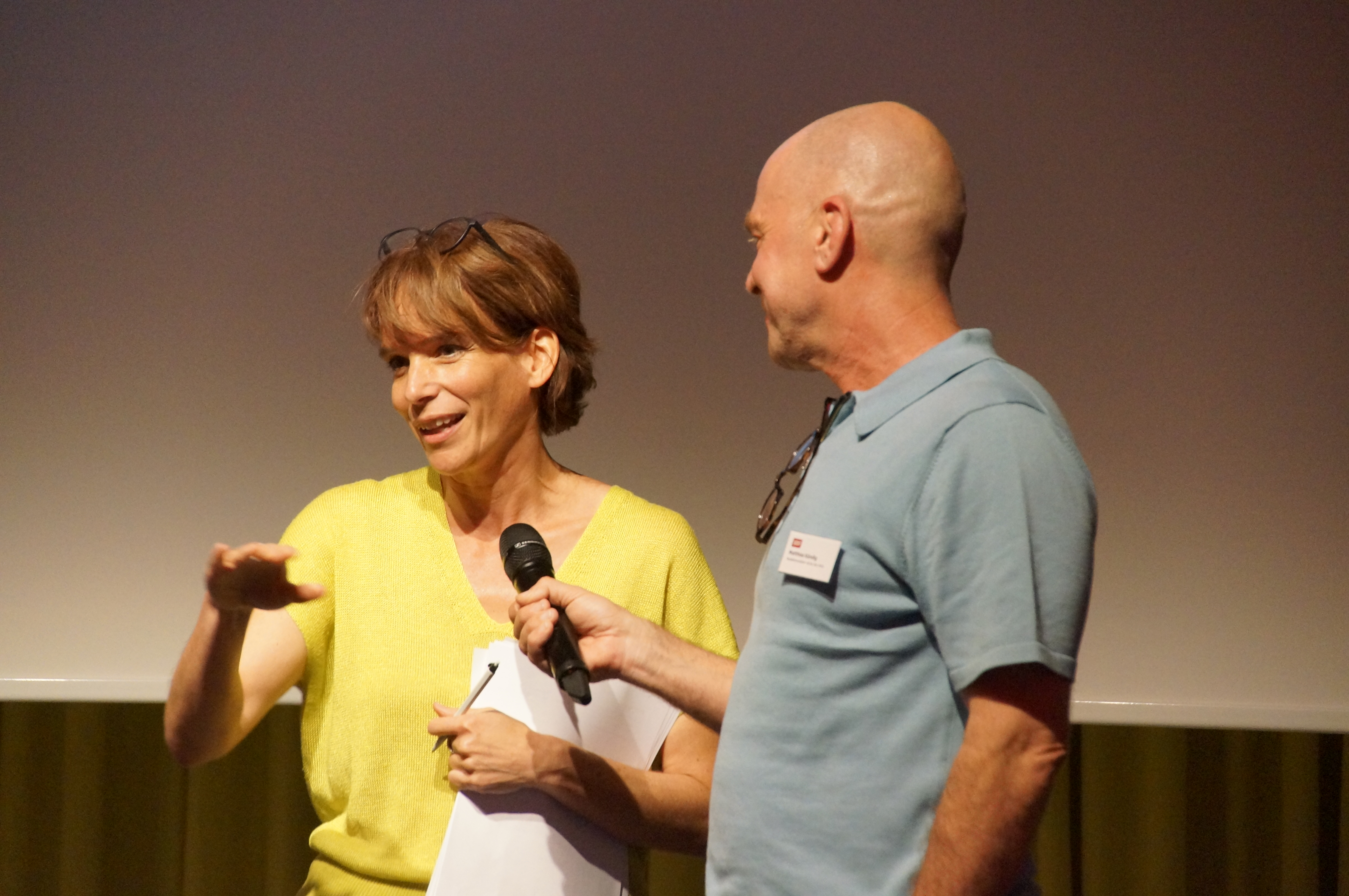
Simone Hulliger (links) und Matthias Kündig

- Matthias Kündig[16]
- Brigitte Kramer
- Iwan Lieberherr[17]
- Christina Scheidegger[18]

## Produzenten
- Zita Affentranger
- Monika Bolliger
- Christof Forster
- Markus Hofmann[19]
- Lukas Schneider

## Redaktionsleitung
- Matthias Kündig[16]

## Auslandkorrespondenten

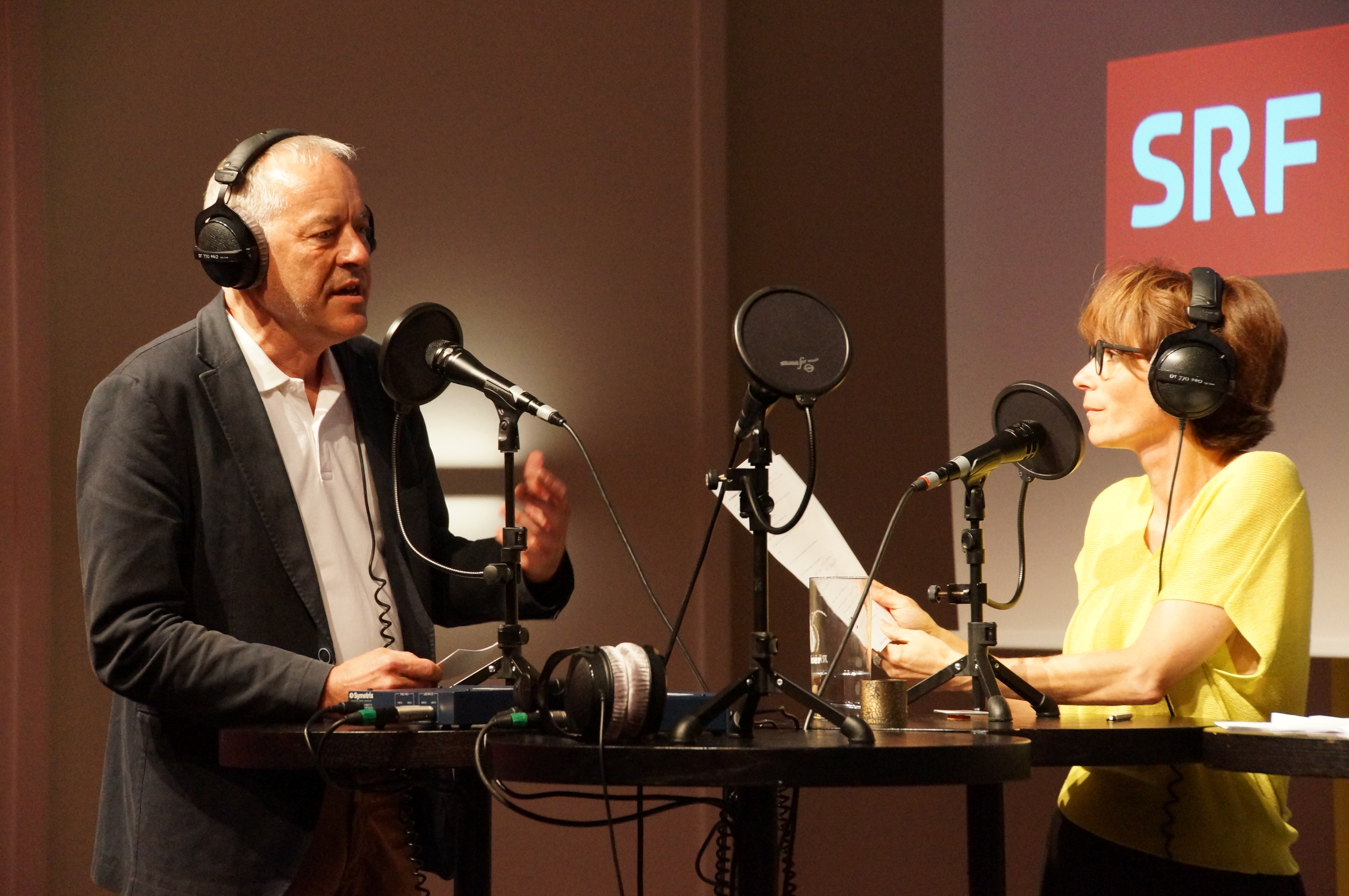
Bruno Kaufmann, Nordeuropa-Korrespondent und Simone Hulliger

- Martin Aldrovandi: Südostasien (seit 2023)
- Franco Battel: Italien/Griechenland (seit 2024 und 2015–2021)
- Samuel Burri: Frankreich (seit 2024)
- Andrea Christen[20]: USA und Kanada (seit 2022)
- Barbara Colpi[21]: USA (seit 2022)
- Teresa Delgado: Südamerika (seit 2023)[22]
- Samuel Emch[23]: China und Nordostasien (seit 2022)
- Simone Fatzer[24]: Deutschland (seit 2021)
- Roman Fillinger[25]: Osteuropa (seit 2018)
- Sarah Fluck: Afrika (seit 2024)
- Zoe Geissler: Frankreich/Maghreb (seit 2025)[26]
- Fredy Gsteiger[27]: UNO und diplomatischer Korrespondent (seit 2006)
- Thomas Gutersohn[28]:  Naher Osten (seit 2023)[29]
- Bruno Kaufmann[30]: Nordeuropa (seit 1990; frei)
- Anna Lemmenmeier: Frankreich (seit 2024)
- Charles Liebherr[31]: EU, Belgien, Luxemburg (seit 2019)[32]
- Calum MacKenzie: Russland (seit 2023)[33]
- David Nauer: Ukraine (Reisekorrespondent)
- Sarah Nowotny[34]: Osteuropa (seit 2018)
- Maren Peters: Südasien (seit 2022)[35]
- Philipp Scholkmann: Naher Osten (seit 2012)
- Fabian Urech: Afrika (seit 2024)
- Urs Wälterlin[36] (frei): Australien und südlicher Pazifik (lebt seit 1992 in Australien)[37]
- Patrik Wülser: Grossbritannien, Irland (seit 2020)[38]

Quelle: Schweizer Radio und Fernsehen (SRF)